# It's For You
„It's For You” (engleză pentru E pentru tine) este un cântec interpretat de Niamh Kavanagh, care a reprezentat Irlanda la Concursul Muzical Eurovision 2010. A fost ales pe 5 martie 2010 dintre cele 5 participante, primind maximul de 144 de puncte, dintre care 72 au provenit de la cele 6 jurii regionale, iar restul, din televot.